# Imperator Alexandr III (couraçado de 1901)
O Imperator Alexandr III (Император Александр III) foi um couraçado pré-dreadnought operado pela Marinha Imperial Russa e a segunda embarcação da Classe Borodino depois do Borodino e seguido pelo Oryol, Kniaz Suvorov e Slava. Sua construção começou no Estaleiro do Báltico em maio de 1900 e foi lançado ao mar em agosto do ano seguinte, sendo comissionado na frota russa em novembro de 1903. Era armado com uma bateria principal composta por quatro canhões de 305 milímetros montados em duas torres de artilharia duplas, possuía um deslocamento de mais de catorze mil toneladas e alcançava uma velocidade máxima de dezoito nós (33 quilômetros por hora).
O projeto do Imperator Alexandr III foi inspirado pelo Tsesarevich e ele foi completado alguns meses antes do início da Guerra Russo-Japonesa em fevereiro de 1904. Foi designado para integrar a Segunda Esquadra do Pacífico e enviado alguns meses depois para o Extremo Oriente com o objetivo de quebrar o bloqueio japonês da cidade de Porto Artur. Entretanto, esta foi tomado antes da chegada da esquadra e seu destino final foi mudado para Vladivostok. Os russos foram interceptados no meio do caminho pela Frota Combinada japonesa e o Imperator Alexandr III acabou afundado na resultante Batalha de Tsushima em 27 de maio de 1905 depois de ser alvejado várias vezes.

## Características

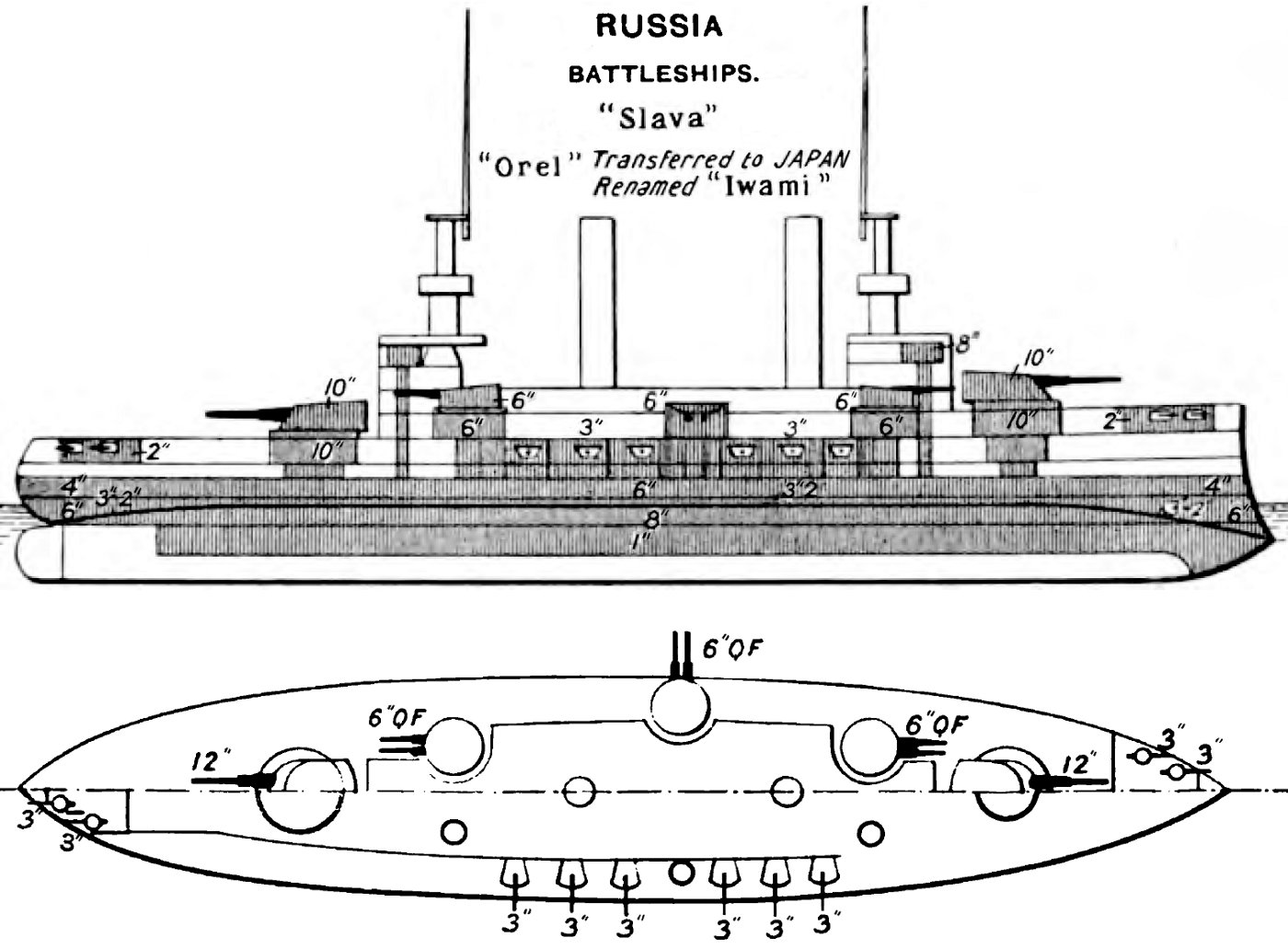
Desenho da Classe Borodino

A Classe Borodino foi baseada no projeto do predecessor Tsesarevich, que tinha sido construído na França, mas modificados para se adequarem aos equipamentos e práticas russas. Foram construídos sob o programa de construção naval de 1898 "para a necessidade do Extremo Oriente" com o objetivo de concentrar dez couraçados no Oceano Pacífico.
O Imperator Alexandr III tinha 121,1 metros de comprimento de fora a fora, uma boca de 23,2 metros e um calado de 8,9 metros. Seu deslocamento normal era de 14 409 toneladas, aproximadamente seiscentas toneladas a mais do que seu deslocamento projetado de 13 733 toneladas. Seu sistema de propulsão era composto por vinte caldeiras a carvão Belleville que alimentavam dois motores verticais de tripla-expansão, cada um girando uma hélice. Tinha uma potência indicada de dezesseis mil cavalos-vapor (11,8 mil quilowatts) para uma velocidade máxima de dezoito nós (33 quilômetros por hora), mas durante seus testes marítimos só conseguiu alcançar 17,7 nós (32,8 quilômetros por hora) a partir de 16 454 cavalos-vapor (12 099 quilowatts). Tinha uma autonomia de 2 590 milhas náuticas (4,8 mil quilômetros) a uma velocidade de dez nós (dezenove quilômetros por hora). Sua tripulação foi planejada para ser composta por 28 oficiais e 754 marinheiros, mas em serviço normalmente tinha entre 826 e 846 tripulantes a bordo.
O armamento principal tinha quatro canhões Padrão 1895 calibre 40 de 305 milímetros montados em duas torres de artilharia duplas, uma à vante e outra à ré da superestrutura. O armamento secundário tinha doze canhões Padrão 1892 montados em seis torres de artilharia duplas no convés superior. A defesa contra barcos torpedeiros era proporcionada por vinte canhões Padrão 1892 calibre 50 de 75 milímetros em casamatas nas laterais do casco e vinte canhões Hotchkiss de 47 milímetros na superestrutura. Também haviam quatro tubos de torpedo de 381 milímetros, um na proa, um na popa e um em cada lateral. O cinturão de blindagem tinha 145 a 194 milímetros de espessura. A blindagem das torres de artilharia tinha uma espessura máxima de 254 milímetros, enquanto o convés tinha entre 25 a 51 milímetros. O convés blindado inferior de 38 milímetros se curvava para baixo e formava uma antepara antitorpedo.

## História

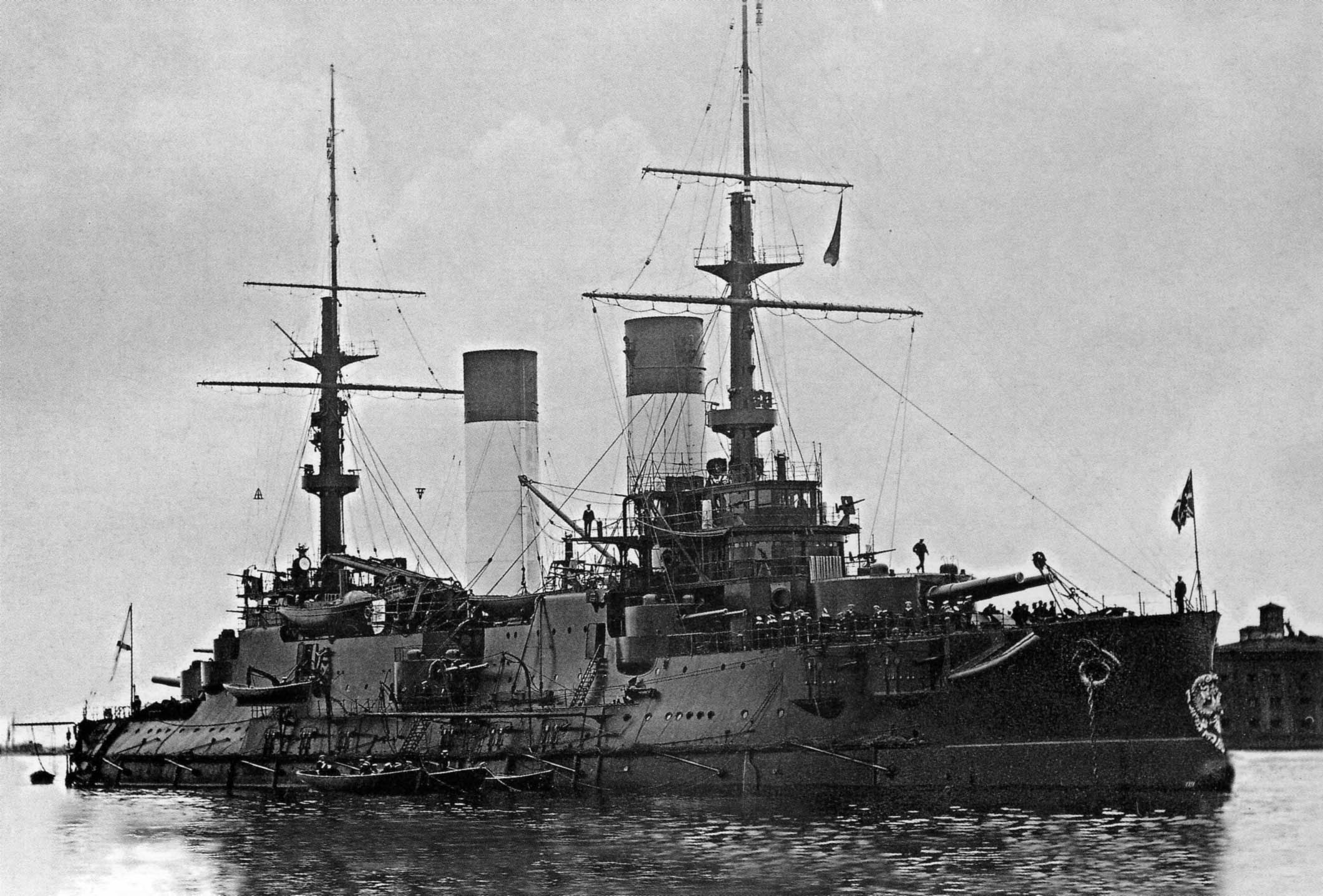
O Imperator Alexandr III em Kronshtadt em agosto de 1904

Foi nomeado em homenagem ao imperador Alexandre III. Sua construção começou em 5 de setembro de 1899 no Estaleiro do Báltico em São Petersburgo. Seu batimento de quilha ocorreu em 23 de maio de 1900 e foi lançado ao mar em 3 de agosto de 1901. Esteve em Reval em agosto de 1902 para uma visita do imperador Guilherme II da Alemanha, participando de manobras combinadas junto de navios da Marinha Imperial Alemã. Foi finalizado em novembro de 1903, tendo custado 13 979 000 de rublos.
A Guerra Russo-Japonesa começou no Pacífico em janeiro de 1904, assim o Imperator Alexandr III partiu de Libau em 15 de outubro de 1904 com destino a Porto Artur junto com os outros navios da Segunda Esquadra do Pacífico, sob o comando do vice-almirante Zinovi Rozhestvenski. Eles seguiram pelo litoral ocidental da África, contornaram o Cabo da Boa Esperança e chegaram em 9 de janeiro de 1905 na ilha Nosy Be, ao noroeste de Madagascar, onde permaneceram pelos dois meses seguintes enquanto Rozhestvenski finalizava acordos de reabastecimento. A esquadra descobriu neste período que Porto Artur tinha sido capturada pelos japoneses, assim o destino final foi alterado para Vladivostok, o único porto russo restante no Pacífico. Partiram em 16 de março em direção da Baía de Cam Ranh na Indochina Francesa e chegaram no local quase um mês depois, esperando pela chegada dos obsoletos navios da Terceira Esquadra do Pacífico. Esta chegou em 9 de maio e toda a força partiu no dia 14. É provável que o Imperator Alexandr III e seus irmãos tenham partido com um sobrepeso de aproximadamente 1,7 mil toneladas de carvão e outros suprimentos, com tudo tendo sido armazenado acima da linha de flutuação e consequentemente reduzido suas estabilidades. O peso extra também submergiu o cinturão de blindagem e deixou apenas 1,4 metros do cinturão superior acima da linha de flutuação.
Rozhestvenski decidiu seguir pela rota mais direta até Vladivostok através do Estreito de Tsushima, mas foi interceptado em 27 de maio pela Frota Combinada japonesa sob o comando do almirante Tōgō Heihachirō, levando à Batalha de Tsushima. O Imperator Alexandr III era o segundo navio da linha de batalha russa, à ré da capitânia Kniaz Suvorov e à vante do Borodino e Oryol. Pouco se sabe sobre as ações do navio durante a batalha porque houve apenas um sobrevivente e a visibilidade foi ruim na maior parte do tempo, porém o capitão William Pakenham, o observador militar da Marinha Real Britânica a bordo do couraçado japonês Asahi, percebeu que o Imperator Alexandr III foi incendiado no começo da batalha. O Kniaz Suvorov fez uma virada às 14h10min depois de seu leme ter sido danificado, manobra que foi seguida pelo Imperator Alexandr III até o capitão de 1ª patente Nikolai Bukhvostov, seu oficial comandante, perceber que a capitânia estava fora de controle. Os japoneses tentaram concentrar seus disparos no Kniaz Suvorov por volta das 16h00min, porém Bukhvostov ordenou que seu navio navegasse direto para a linha de batalha inimiga com o objetivo de atrair o fogo para si. Isto foi bem-sucedido, mas o couraçado foi seriamente danificado no processo. Observadores perceberam que sua proa estava seriamente danificada e que havia um grande buraco no casco à bombordo. Houve uma pausa temporária de uma hora na batalha, que foi retomada por volta das 18h00min, com os japoneses concentrando seus disparos no Imperator Alexandr III e Borodino. O primeiro saiu de formação para bombordo às 18h10min e emborcou, mas só foi afundar às 19h07min. Não houve sobreviventes.